# Demosthenesia buxifolia
Demosthenesia buxifolia är en ljungväxtart som först beskrevs av Field. och Gardn., och fick sitt nu gällande namn av A. C. Smith. Demosthenesia buxifolia ingår i släktet Demosthenesia, och familjen ljungväxter. Inga underarter finns listade i Catalogue of Life.